# Krugerrand

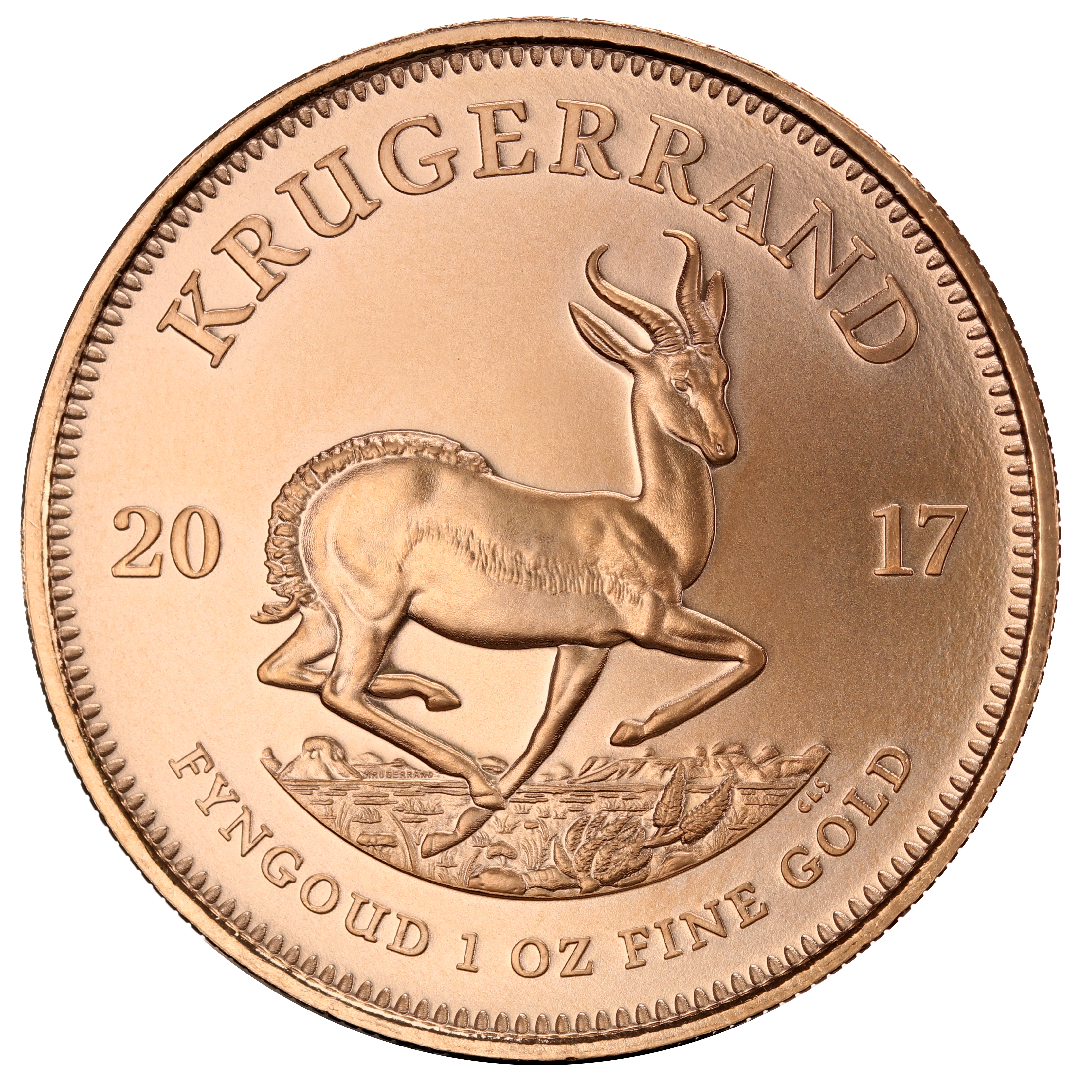
Krugerrand

O Krugerrand é uma moeda de ouro da África do Sul, sendo cunhada pela primeira vez em 1967 para ajudar a vendas do metal produzido pelo país. Em 1980, o Krugerrand respondia por 90% do mercado global de moedas de ouro. O nome em si é um composto de "Kruger", (estadista Boer e presidente de quatro termos da antiga República Sul-Africana) e "Rand", a moeda em circulação na África do Sul. O reverso mostra uma gazela, um dos símbolos nacionais do país.  A imagem foi projetada por Coert Steynberg, e já foi usado no reverso da moeda de cinco xelins. Desde setembro de 1980, Krugerrands também tornaram-se disponíveis em três tamanhos diferentes que contêm exatamente 1/2 onça, 1/4 onça e 1/10 onça de ouro puro.
Durante os anos 1970 e 1980 alguns países ocidentais proibiram a importação da Krugerrand por causa de sua associação com o governo do apartheid da África do Sul. O Krugerrand é atualmente uma moeda popular entre os colecionadores.
A produção de Krugerrands variou significativamente durante os últimos 50 anos. Durante o período 1967-1969 cerca de 40.000 moedas foram cunhadas em cada ano. Em 1970, o montante subiu para 211.018 moedas. Mais de um milhão de moedas foram produzidas em 1974 e em 1978 foram produzidos um total de seis milhões de Krugerrands. Após o fim do apartheid a produção caiu para 23.277 moedas em 1998 e desde então os níveis aumentaram novamente.